# Liste der Monuments historiques in Plouasne
Die Liste der Monuments historiques in Plouasne führt die Monuments historiques in der französischen Gemeinde Plouasne auf.

## Liste der Bauwerke
| Bezeichnung      | Beschreibung                      | Standort         | Kennzeichnung | Schutzstatus   | Datum     | Bild           |
| ---------------- | --------------------------------- | ---------------- | ------------- | -------------- | --------- | -------------- |
| Bauernhof        |                                   | Le Tertre (Lage) | PA00089459    | Inscrit        | 1987      |                |
| Schloss Caradeuc | auch zu Longaulnay und Saint-Pern | (Lage)           | PA00089458    | Inscrit Classé | 2011 1945 | weitere Bilder |

## Liste der Objekte
- Monuments historiques (Objekte) in Plouasne in der Base Palissy des französischen Kultusministeriums